# Delek Group
Delek Group est une entreprise pétrolière israélienne. Elle est fondée en 1951.

## Historique
En décembre 2016, Delek Group annonce la fusion de ses deux filiales dans le secteur pétrolier, Delek Drilling et Avner Oil Exploration. Le même mois, il acquiert une participation de 13 % dans Faroe Petroleum pour 43 millions de dollars. En février 2017, Delek annonce l'acquisition pour 646 millions de dollars d'Ithaca Energy, spécialisée dans le gisement pétrolier de la mer du Nord, qui était déjà possédée par Delek à 19,7 %.
En avril 2021, Delek Group annonce la vente de sa participation dans le gisement Tamar à Mubadala Petroleum, une entreprise émiratie, pour 1,1 milliard de dollars.
En septembre 2021, Ithaca Energy annonce l'acquisition des participations de Marubeni dans les gisements pétroliers de la Mer du Nord pour 1 milliard de dollars.
En avril 2022, Delek Group annonce vouloir fusionner sa filiale de station service Delek Israel avec Shufersal, une chaîne de supermarché.